# Joe Ollmann
Joe Ollman (né en 1966 à Hamilton) est un auteur de bande dessinée alternative canadien. Il a remporté le Doug Wright Award for best book en 2007.

## Publications
- Wag!, auto-édition, 1991-2004.
- Chewing on Tinfoil, Insomniac Press, 2001.
- The Big Book of Wag, Conundrum Press, 2005.
- This Will All End in Tears, Insomniac Press, 2006.
- « The Premature Burial » (dessin), avec Tom Pomplun (scénario d'après Edgar Allan Poe), Graphic Classics no 1 : Edgar Allan Poe, 3e édition, 2006.
- Mid-life, Drawn and Quarterly, 2011.
- Burden, Drawn & Quarterly, 2012.
  - (fr) En quarantaine, Presque lune, 2015.
- Science Fiction, Conundrum Press, 2013.
- Happy Stories About Well-Adjusted People, Conundrum Press, 2014. Reprend des histoires des albums publiés par Insomniac Press.
- Fictional Father, Drawn & Quarterly, 2021

## Prix et distinctions
- 2007 : Prix Doug-Wright du meilleur livre pour This Will All End in Tears
- 2021 : Finaliste Prix du Gouverneur général : romans et nouvelles de langue anglaise[1] pour Fictional Father